# Philibert de Rye (Bischof)
Philibert de Rye (* um 1516; † 17. Juni 1556 in La Tour-du-Meix) war von 1550 bis 1556 Bischof von Genf.

## Leben
Philibert entstammte einem Adelsgeschlecht aus der Franche-Comté, er war der Sohn von Simon, Seigneur de Rye, Balançon und Dicey, und Antoinette de La Baume, einer Tochter von Guy, Graf von Montrevel. Der Kardinal Pierre de La Baume war ein Bruder seiner Mutter, Louis de Rye, der Vorgänger Philiberts als Bischof von Genf, war sein Bruder, der Erzbischof von Besançon, Ferdinand de Rye, war sein Neffe.
Am 5. März 1550 wurde er zum Koadjutor mit Nachfolgerecht für seinen Bruder, den Genfer Bischof Louis de Rye, ernannt. Das Nachfolgerecht umfasste neben der Diözese Genf auch die Abteien von Acey und Saint-Claude sowie das Priorat des Cluniazenserklosters von Gigny. Nach dem Tod von Louis de Rye, am 25. August 1550, trat er die Nachfolge an. Er residierte nicht in seiner Diözese – Genf war calvinistisch geworden –, sondern liess sich 1569 in Annecy nieder. Das seit 1539 von  Frankreich besetzte Mandement (Herrschaft) Thiez erhielt er 1556 zurück, die ebenfalls verloren gegangenen Mandements Penney und Jussy konnten weder Philibert noch seine Nachfolger zurückgewinnen.
Philibert de Rye starb am 17. Juni 1556 im Schloss von La Tour-du-Meix und wurde in der Pfarrkirche Saint-Christophe bestattet.